# Aristobrotica zelota
Aristobrotica zelota es un coleóptero de la familia Chrysomelidae. Fue descrita científicamente por primera vez en 1891 por Gahan.